# Акопян Леонід Самсонович
Леонід Самсонович Акопян (5 червня 1936, місто Ленінакан, тепер Ґюмрі, Вірменія — 6 лютого 2002, місто Єреван, Вірменія) — вірменський комуністичний діяч, секретар Комуністичної партії Вірменії, міністр територіального управління та міського розвитку Республіки Вірменія. Доктор економічних наук (1984), професор (1990), дійсний член (академік) Інженерної академії Республіки Вірменії (1996), член-кореспондент Національної академії наук Республіки Вірменії (2000). Депутат Верховної ради Вірменської РСР 10—11-го скликань, народний депутат Вірменської РСР з 1990 по 1995 рік. Депутат Національних Зборів Республіки Вірменії в 1995—2000 роках.

## Життєпис
У 1952—1957 роках — студент Московського фінансово-економічного інституту. У 1958 році закінчив Всесоюзний заочний юридичний інститут.
Член КПРС з 1958 року.
У 1958—1963 роках — студент Московського машинобудівного інституту.
Одночасно в 1960—1965 роках — старший науковий співробітник Інституту економіки Вірменської РСР.
У 1965—1976 роках — завідувач відділу Комітету народного контролю Вірменської РСР.
У 1976—1977 роках — заступник міністра, в 1977—1979 роках — 1-й заступник міністра торгівлі Вірменської РСР.
У 1979—1981 роках — слухач Академії народного господарства при Раді міністрів СРСР.
У 1981—1983 роках — заступник завідувача відділу ЦК КП Вірменії.
У 1983—1986 роках — завідувач відділу торгівлі та побутового обслуговування ЦК КП Вірменії.
У 1986—1988 роках — голова правління Вірменкоопспілки.
У 1988—1991 роках — завідувач відділу координації будівельно-відновлювальних робіт зони лиха ЦК КП Вірменії.
17 липня — вересень 1991 року — 2-й секретар ЦК КП Вірменії.
Одночасно в 1990—1995 роках — народний депутат Вірменської РСР, заступник голови постійної комісії з фінансово-бюджетних, кредитних та економічних питань. У 1992—1996 роках — голова постійної комісії з економіки та фінансів Міжпарламентської асамблеї держав-учасниць СНД.
У 1995—2000 роках — депутат Національних Зборів Республіки Вірменії, член постійної комісії із фінансово-кредитних, бюджетних та економічних питань, член (з 1999 по 2000 — голова) фракції Комуністичної партії Вірменії. Одночасно з 1997 року — член комісії «Схід-Захід» Міжпарламентської асамблеї держав-учасниць СНД у місті Санкт-Петербурзі. З 1999 року — 2-й секретар Комуністичної партії Вірменії.
З лютого по листопад 2000 року — міністр територіального управління та міського розвитку Республіки Вірменія.
У 2001—2002 роках — радник президента Національної академії наук Республіки Вірменії.
Основні праці присвячені питанням виявлення та ефективного використання економічних, міжгалузевих, галузевих та внутрішньовиробничих резервів, соціально-економічним питанням машинизації та автоматизації виробництва.
Помер 6 лютого 2002 року в Єревані.